# اسدالله محسن‌زاده
اسدالله محسن‌زاده از امرای نیروی دریایی و آخرین جانشین فرماندهی نیروی دریایی دوران پهلوی بود.
اسدالله محسن‌زاده از معدود امرای نیروی دریایی است که به همراه کمال‌الدین میرحبیب‌اللهی و فرج‌الله رسائی به درجهٔ دریاسالاری نایل شده است. تنها فردی که درجهٔ بالاتری را توانست کسب کند دریابد فرج‌الله رسائی بود.
او در جلسهٔ تشکیل‌شده در تاریخ ۲۲ بهمن ۱۳۵۷ به همراه ۲۶ امیر ارشد دیگر اعلامیهٔ بی‌طرفی ارتش را امضا کرد.
  